# Corning (New York)
Corning is een stadje in Steuben County (New York) in de staat New York in de Verenigde Staten. De stad heeft tegen de 11.000 inwoners, over een oppervlakte van 8.5 km². Corning is bekend door haar glasindustrie.

## Bezienswaardigheden
- Het Rockwellmuseum
- Chimney Rocks - een bekende stenenformatie
- Bloody Run - de plaats van een bekende oorlog tussen Amerikanen en de oorspronkelijke bewoners.

## Plaatsen in de nabije omgeving
De onderstaande figuur toont nabijgelegen plaatsen in een straal van 12 km rond Corning.

## Geboren in Corning
- Margaret Sanger (1879-1966), verpleegster en feministe
- Duane Eddy (1938-2024), gitarist